# Ферекиде, Михаил
Михаил Ферекиде (рум. Mihail Pherekyde  ; 14 ноября 1842, Бухарест, Княжество Валахия — 24 декабря 1926, Бухарест, Королевство Румыния) — румынский политический, общественный и государственный деятель, дипломат, министр юстиции (1831), министр общественных работ (25 ноября 1878 — 11 июля 1879), министр иностранных дел Королевства Румыния (16 декабря 1885 — 21 марта 1888), дважды министр внутренних дел Королевства Румыния (31 марта 1897 — 30 марта 1897 и 15 декабря 1909 — 6 февраля 1910). Председатель Ассамблеи депутатов. Председатель Сената Румынии (24 марта 1901-9 декабря 1904). Доктор права (1866)

## Биография
Окончил Лицей Людовика Великого в Париже, затем Парижский университет. Получил докторскую степень в области права. Вернувшись в страну в 1867 году, некоторое время работал прокурором, затем юристом и членом совета директоров Румынских железных дорог и других финансовых компаний. Был членом недавно сформированной Национально-либеральной партии Румынии.
Занял посты министра юстиции (1831), министра общественных работ (1878—1879), министра иностранных дел Королевства Румыния (1885—1888), министра внутренних дел Королевства Румыния (1897 и 1909—1910).
Посол Румынии во Франции (1881—1884), сыграл большую роль в приобретении здания для румынской православной церкви в Париже.
Как председатель Ассамблеи депутатов, после начала Первой мировой войны в 1914 году голосовал за сохранение нейтралитета Румынии, а в 1916 году — за вступление Румынии в войну.
С декабря 1918 по июль 1919 года был временным премьер-министром во время отсутствия в стране И. Брэтиану, который участвовал в работе Парижской мирной конференции.